# Cut Bank (Montana)
Cut Bank város az USA Montana államában, Glacier megyében, melynek megyeszékhelye is. Lakosainak száma 3056 fő (2020. április 1.).

## Népesség
A település népességének változása:

| 2010 | 2 869 |
| 2020 | 3 056 |